# Апнагюх
Апнагю́х (вірм. Ափնագյուղ) — село в марзі Арагацотн, у центрі Вірменії. Село розташоване за 19 км на південь від Апарана і за 18 км на північ від Аштарака. На схід від села розташований каньйон річки Касах, на північ проходить траса в Апаранському напрямку і найближче село по трасі — Артаван, з північної околиці села від траси відходить розвилка на північний захід, яка за 3 км потрапить в село Ара і проходячи ще через кілька сіл на ділянці Аштарак — Апаран з'єднується з трасою Єреван — Спітак. За 7 км на південь розташоване село Арташаван.
За допомогою пілотних програм повністю здійснені питання водопостачання і каналізації села. Біля села, у каньйоні річки Касах розташовані епіпалеолітичні печерні стоянки, у розкопках яких можуть взяти участь і туристи.
| Рік  | Чисельність | Чисельність |
| ---- | ----------- | ----------- |
| 1831 | 376         | [ 3 ]       |
| 1859 | 450         | [ 3 ]       |
| 1873 | 841         | [ 3 ]       |
| 1886 | 871         | [ 3 ]       |

| Рік  | Чисельність | Чисельність |
| ---- | ----------- | ----------- |
| 1897 | 907         | [ 3 ]       |
| 1926 | 725         | [ 3 ]       |
| 1939 | 629         | [ 3 ]       |
| 1959 | 358         | [ 3 ]       |

| Рік  | Чисельність | Чисельність |
| ---- | ----------- | ----------- |
| 1970 | 435         | [ 3 ]       |
| 1979 | 444         | [ 3 ]       |
| 2001 | 490         |             |
| 2008 | 695         |             |

| Рік  | Чисельність | Чисельність |
| ---- | ----------- | ----------- |
| 2011 | 630         | [ 4 ]       |

| Рік  | Чисельність | Чисельність |
| ---- | ----------- | ----------- |
| 1831 | 376         | [ 3 ]       |
| 1859 | 450         | [ 3 ]       |
| 1873 | 841         | [ 3 ]       |
| 1886 | 871         | [ 3 ]       |

| Рік  | Чисельність | Чисельність |
| ---- | ----------- | ----------- |
| 1897 | 907         | [ 3 ]       |
| 1926 | 725         | [ 3 ]       |
| 1939 | 629         | [ 3 ]       |
| 1959 | 358         | [ 3 ]       |

| Рік  | Чисельність | Чисельність |
| ---- | ----------- | ----------- |
| 1970 | 435         | [ 3 ]       |
| 1979 | 444         | [ 3 ]       |
| 2001 | 490         |             |
| 2008 | 695         |             |

| Рік  | Чисельність | Чисельність |
| ---- | ----------- | ----------- |
| 2011 | 630         | [ 4 ]       |